# Deltoptila pexata
Deltoptila pexata là một loài Hymenoptera trong họ Apidae. Loài này được LaBerge & Michener mô tả khoa học năm 1963.